# Provinz Oran
Die Provinz Oran (arabisch ولاية وهران, DMG Wilāyat Wahrān, tamazight ⴰⴳⴻⵣⴷⵓ ⵏ ⵡⴻⵀⵔⴰⵏ Agezdu n Wehran) ist eine Provinz (wilaya) im nordwestlichen Algerien.
Die Provinz liegt an der Mittelmeerküste, sie umfasst die Stadt Oran, die zweitgrößte Stadt Algeriens, samt ihrem Umland und hat eine Fläche von 2145 km².
Rund 1.281.000 Menschen (Schätzung 2006) bewohnen die Provinz, die Bevölkerungsdichte beträgt somit rund 597 Einwohner pro Quadratkilometer.
Hauptstadt der Provinz ist Oran.